# Kantongerecht Enschede

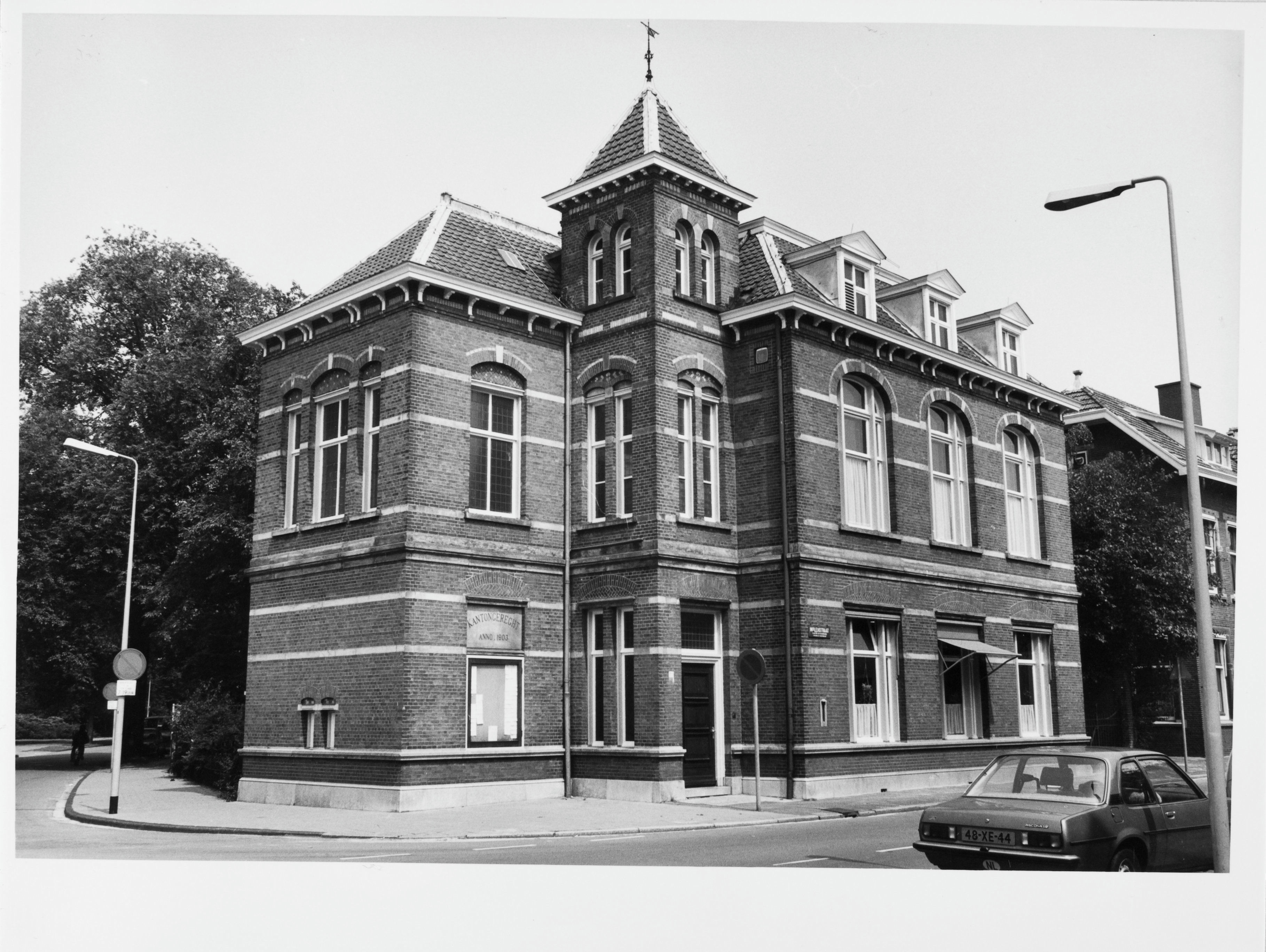
Het kantongerecht aan de Molenstraat

Het kantongerecht Enschede was van 1838 tot 2002 een van de kantongerechten in Nederland. Na de opheffing van het kantongerecht als zelfstandig gerecht bleef Enschede in gebruik als zittingsplaats voor de sector kanton van de rechtbank Almelo. Het gebouw dateert uit 1903 en is een ontwerp van W.C. Metzelaar. Het is een gemeentelijk monument.